# Drôme Classic 2018
La 5.ª edición de la clásica ciclista francesa Drôme Classic (Oficialmente La Royal Bernard Drôme Classic 2018) se celebró el 25 de febrero de 2018, con inicio y final en la ciudad de Livron-sur-Drôme.
La carrera hizo parte del UCI Europe Tour 2018, dentro de la categoría UCI 1.1 y fue ganada por el corredor francés Lilian Calmejane del equipo Direct Énergie. El podio lo completaron el ciclista ecuatoriano Jhonatan Narváez del Quick-Step Floors y el ciclista luxemburgués Bob Jungels del equipo Quick-Step Floors.

## Equipos
Tomaron la partida un total de 22 equipos, de los cuales 5 fueron de categoría UCI WorldTeam, 13 Profesional Continental, 3 Continental y 1 selección nacional, quienes conformaron un pelotón de 147 ciclistas de los cuales terminaron 67.
| WorldTeams (5)- AG2R La Mondiale - Trek-Segafredo - FDJ - Quick-Step Floors - Astana Equipos continentales profesionales (13)- WB-Aqua Protect-Veranclassic - Direct Énergie - Fortuneo-Samsic - Cofidis, Solutions Crédits - Vital Concept - Aqua Blue Sport - Androni Giocattoli-Sidermec - Delko-Marseille Provence-KTM - Roompot-Nederlandse Loterij - Nippo-Vini Fantini-Europa Ovini - Bardiani CSF - Wanty-Groupe Gobert - Rally Cycling Equipos continentales (3)- Roubaix Lille Métropole - Saint Michel-Auber 93 - Virtu Cycling Equipo nacional- Francia sub-23 |
| |

## Clasificación final
Los 10 primeros clasificados fueron:
| \| Clasificación general \| Clasificación general \| Clasificación general \| Clasificación general \| Clasificación general \| \| Ciclista \| Ciclista \| Equipo \| Tiempo \| \| \| --------------------- \| --------------------- \| --------------------- \| --------------------- \| --------------------- \| \| 1.º \| Lilian Calmejane \| Direct Énergie \| 5 h 16 min 25 s \| \| \| 2.º \| Jhonatan Narváez \| Quick-Step Floors \| + 2 s \| \| \| 3.º \| Bob Jungels \| Quick-Step Floors \| + 11 s \| \| \| 4.º \| Samuel Dumoulin \| AG2R La Mondiale \| + 1 min 06 s \| \| \| 5.º \| Arthur Vichot \| FDJ \| + 1 min 10 s \| \| \| 6.º \| Jonathan Hivert \| Direct Énergie \| + 1 min 10 s \| \| \| 7.º \| Andrea Pasqualon \| Wanty-Groupe Gobert \| + 1 min 10 s \| \| \| 8.º \| Romain Bardet \| AG2R La Mondiale \| + 1 min 10 s \| \| \| 9.º \| Pieter Serry \| Quick-Step Floors \| + 1 min 10 s \| \| \| 10.º \| Lawrence Warbasse \| Aqua Blue Sport \| + 1 min 10 s \| \| |                   |                     |                 |
| |                   |                     |                 |
| Fuentes: ProCyclingStats Cycling Quotient |                   |                     |                 |
| Clasificación general |                   |                     |                 |
| Ciclista | Ciclista          | Equipo              | Tiempo          |
| 1.º | Lilian Calmejane  | Direct Énergie      | 5 h 16 min 25 s |
| 2.º | Jhonatan Narváez  | Quick-Step Floors   | + 2 s           |
| 3.º | Bob Jungels       | Quick-Step Floors   | + 11 s          |
| 4.º | Samuel Dumoulin   | AG2R La Mondiale    | + 1 min 06 s    |
| 5.º | Arthur Vichot     | FDJ                 | + 1 min 10 s    |
| 6.º | Jonathan Hivert   | Direct Énergie      | + 1 min 10 s    |
| 7.º | Andrea Pasqualon  | Wanty-Groupe Gobert | + 1 min 10 s    |
| 8.º | Romain Bardet     | AG2R La Mondiale    | + 1 min 10 s    |
| 9.º | Pieter Serry      | Quick-Step Floors   | + 1 min 10 s    |
| 10.º | Lawrence Warbasse | Aqua Blue Sport     | + 1 min 10 s    |

## UCI World Ranking
La Drôme Classic otorga puntos para el UCI Europe Tour 2018 y el UCI World Ranking, este último para corredores de los equipos en las categorías UCI WorldTeam, Profesional Continental y Equipos Continentales. Las siguientes tablas muestran el baremo de puntuación y los 10 corredores que obtuvieron más puntos:
| Posición   | 1º  | 2º | 3º | 4º | 5º | 6º | 7º | 8º | 9º | 10º | 11º | 12º | 13º-15º | 16º-25ª |
| Puntuación | 125 | 85 | 70 | 60 | 50 | 40 | 35 | 30 | 25 | 20  | 15  | 10  | 5       | 3       |

| 1.º  | Lilian Calmejane  | Direct Énergie      | 125 |
| 2.º  | Jhonatan Narváez  | Quick-Step Floors   | 85  |
| 3.º  | Bob Jungels       | Quick-Step Floors   | 70  |
| 4.º  | Samuel Dumoulin   | AG2R La Mondiale    | 60  |
| 5.º  | Arthur Vichot     | FDJ                 | 50  |
| 6.º  | Jonathan Hivert   | Direct Énergie      | 40  |
| 7.º  | Andrea Pasqualon  | Wanty-Groupe Gobert | 35  |
| 8.º  | Romain Bardet     | AG2R La Mondiale    | 30  |
| 9.º  | Pieter Serry      | Quick-Step Floors   | 25  |
| 10.º | Lawrence Warbasse | Aqua Blue Sport     | 20  |